# Hsinchu-Wissenschaftspark

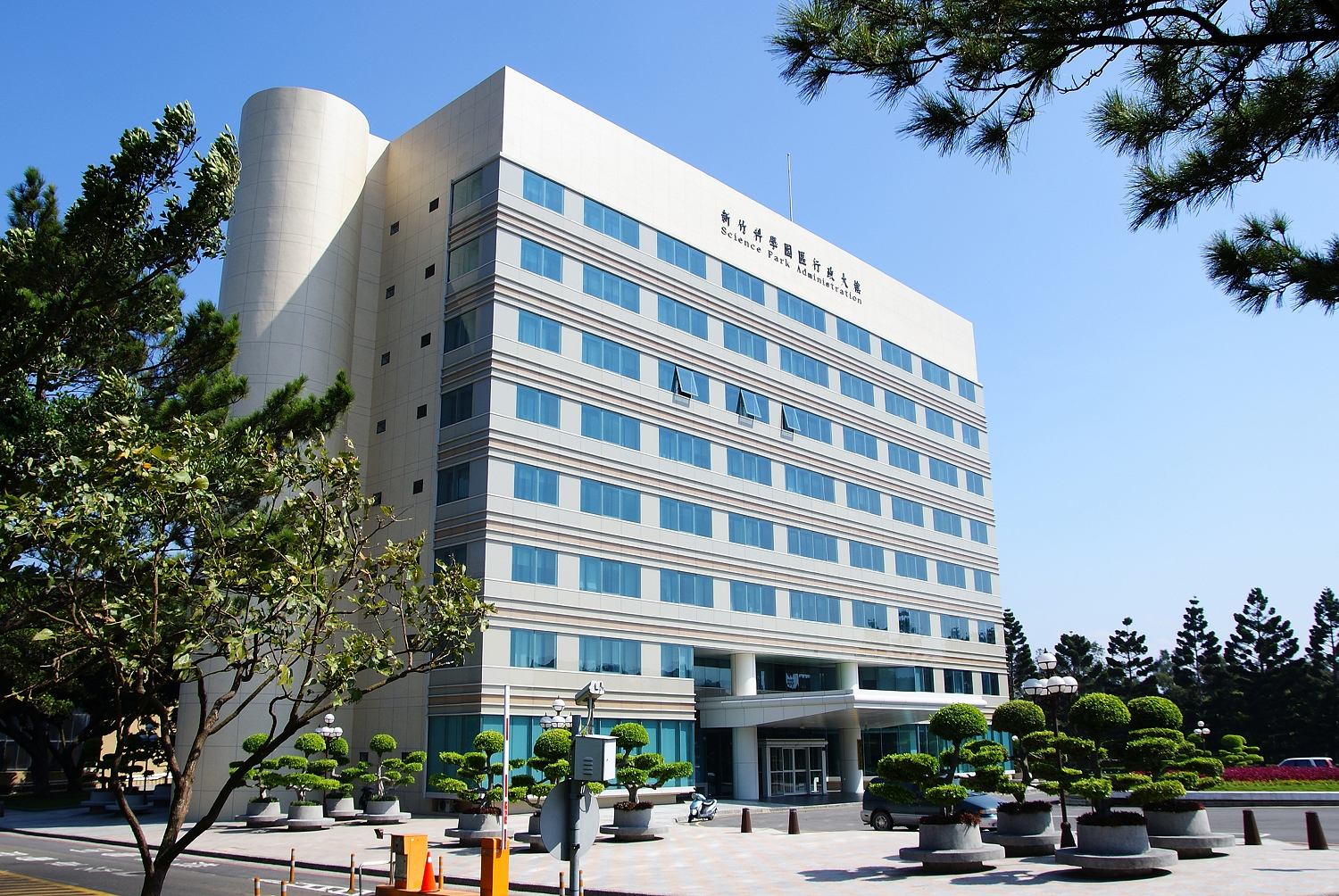
Verwaltungsgebäude des Hsinchu Science and Industrial Park

Der Hsinchu-Wissenschaftspark (HSP; chinesisch 新竹科學園區, Pinyin Xīnzhú Kēxué Gōngyè Yuánqū, englisch Hsinchu Science Park, Pe̍h-ōe-jī Sin-tek Kho-ha̍k Kang-gia̍p Hn̂g-khu) ist ein am 15. Dezember 1980 von der Regierung von Taiwan gegründeter Industriepark. Er erstreckt sich über die Stadt Hsinchu und den Landkreis Hsinchu. Er ist einer von insgesamt drei Wissenschaftsparks in Taiwan. Die anderen beiden sind der Südtaiwan-Wissenschaftspark in Tainan und Kaohsiung und der Zentraltaiwan-Wissenschaftspark in Taichung.

## Überblick
Der Park beherbergt hauptsächlich Unternehmen der Halbleiter-, Computer-, Telekommunikations- und Optoelektronikindustrie. Darunter sind zwei führende Auftragsfertiger der Halbleitertechnik (Foundry) Taiwan Semiconductor Manufacturing Company (TSMC) und United Microelectronics Corporation (UMC), die beide im nahe gelegenen Industrial Technology Research Institute angesiedelt sind. Technologieunternehmen im HSP erwirtschafteten im Jahr 2007 10 % des taiwanischen Bruttoinlandsprodukts.
In unmittelbarer Nähe des Wissenschaftsparks befinden sich neben Industrieunternehmen auch zwei der wichtigsten taiwanischen Universitäten für Wissenschaft und Technik, die National Chiao Tung University und die National Tsing Hua University. Außerdem hat die taiwanische Raumfahrtbehörde ihren Sitz im Park.
Es gab Proteste der Anwohner gegen die Wasser- und Luftverschmutzung. Die Kläranlage für Industrieabwässer des Parks wurde 1986 in Betrieb genommen und behandelt die Abwässer wirksam, um ein Höchstmaß an Sicherheit zu gewährleisten, während das taiwanische Amt für Umweltschutz die Luftqualität im Park und den umliegenden Gebieten überwacht, um eine saubere Luftqualität zu gewährleisten.
Aktuell umfasst der Hsinchu-Wissenschaftspark sechs Standorte:
- Hsinchu-Wissenschaftspark im Ostbezirk der Stadt Hsinchu und Baoshan, Landkreis Hsinchu
- Zhunan-Wissenschaftspark in Zhunan, Landkreis Miaoli
- Longtan-Wissenschaftspark in Bezirk Longtan von Taoyuan
- Tongluo-Wissenschaftspark in Tongluo im Landkreis Miaoli
- Yilan-Wissenschaftspark in Yilan, Landkreis Yilan
- Biomedizinischer Wissenschaftspark in Zhubei, Landkreis Hsinchu

## Geschichte
Die Idee zur Errichtung des Hsinchu-Wissenschaftsparks wurde erstmals von Shu Shien-Siu, dem ehemaligen Präsidenten der Tsing-Hua-Nationaluniversität und Minister für Wissenschaft und Technologie, vorgeschlagen. Nachdem Shu 1973 Minister für Wissenschaft und Technologie geworden war, reiste er in die Vereinigten Staaten, nach Europa, Japan und Südkorea, um die dortigen Bedingungen für die Entwicklung von Wissenschaft und Technologie zu studieren. 1976 kam Shu auf die Idee, einen Wissenschafts- und Technologiepark nach dem Vorbild des Silicon Valley zu errichten. Präsident Chiang Ching-kuo schlug vor, den Park im Longtan-Distrikt zu errichten, da das National Chung-Shan Institute of Science and Technology und das Militär davon profitieren könnten. Shu vertrat jedoch die Ansicht, dass der Technologie- und Wissenschaftspark nicht in der Nähe des Militärs angesiedelt werden sollte, da das Hauptziel der Gründung des Parks darin bestehe, die Größe der Privatwirtschaft und die kreative Vitalität Taiwans zu erweitern. Shus Idee war es, den Park in Hsinchu neben der Tsing-Hua-Nationaluniversität und der Chiao-Tung-Nationaluniversität zu errichten, ähnlich wie das Silicon Valley, das an die Stanford-Universität und die Universität von Kalifornien, Berkeley, angrenzt.
Nachdem die ursprüngliche Idee der Einrichtung des Wissenschaftsparks und der Standort des Parks festgelegt waren, beauftragte Chiang Ching-kuo den Bau des Hsinchu-Wissenschaftsparks. Irving Tze Ho (何宜慈) (1921–2003) wurde 1979 mit dem Aufbau des Parks beauftragt und fungierte als dessen erster Direktor. Li Kwoh-ting, ehemaliger Finanzminister der Republik China, war einer derjenigen, die auf Geheiß von Chiang maßgeblich an der Gründung des Parks beteiligt waren. Inspiriert vom Silicon Valley, beriet sich Li mit Frederick Terman darüber, wie Taiwan seinem Beispiel folgen könnte. Von dort aus überzeugte Li Talente, die ins Ausland gegangen waren, um in diesem neuen Silicon Valley in Taiwan Unternehmen aufzubauen. Zu denen, die zurückkehrten, gehörte Morris Chang, der später das Forschungsinstitut für Industrietechnologie (ITRI) leitete und das TSMC gründete. Li führte auch das Konzept des Risikokapitals in das Land ein, um Gelder für die Finanzierung von High-Tech-Start-ups in Taiwan zu gewinnen.

## Große Unternehmen im Park
- Acer Inc.
- Apple Inc.[8]
- Applied Materials
- Axtronics Inc.
- Alpha Networks Inc.
- AU Optronics
- ChipMOS TECHNOLOGIES, LTD. (IMOS)
- Chimei Innolux
- Cadence Design Systems
- Epistar
- Elan Microelectronics Corporation
- Global Unichip Corporation
- Hermes-Epitek
- Holtek
- Kingston Technology
- Lam Research
- Lite-On
- Logitech
- Macronix International[9] (MXIC)
- MediaTek
- Microtek
- MiTAC
- MStar Semiconductor
- MA-tek Inc.
- Novatek
- Nuvoton Technology Corp.
- Optodisc
- Philips
- Powerchip Semiconductor[10] (PSC)
- ProMOS Technologies[11]
- Realtek
- Silicon Integrated Systems
- Shin-Etsu Chemical
- SMOBIO Technology, Inc.[12]
- Sunplus
- Source Photonics
- Tecom – Tecom Co., Ltd
- Tokyo Electron
- TSMC – Taiwan Semiconductor Manufacturing Company Ltd.
- United Microelectronics Corporation (UMC)
- Vanguard International Semiconductor Corporation
- Wistron
- Winbond
- ZyXEL[13]